# Поваркасы
Поваркасы́ (чув. Паваркасси) — деревня в Цивильском районе Чувашской Республики. Административный центр Поваркасинского сельского поселения.

## География
Находится в северной части Чувашии на расстоянии приблизительно 15 км на юг-юго-восток по прямой от районного центра города Цивильск, на правом берегу реки Малый Цивиль.

## История
Известно с 1795 года как поселение с 22 дворами. В XIX веке — околоток деревни Вторая Степанова. В 1906 году здесь было 62 двора, 337 жителей, 1926 год — 177 дворов, 808 жителей, 1939 год — 935 жителей, 1979 год — 676 жителей. В 2002-м — 165 дворов, 2010 год — 153 домохозяйства. В период коллективизации был организован колхоз «Красная Повария», в 2010 году работало ООО «ВДС».

## Население
Постоянное население составляло 494 человека (чуваши 98 %) в 2002 году, 482 в 2010.